# Mesolycus hohschuhi
Mesolycus hohschuhi is een keversoort uit de familie netschildkevers (Lycidae). De wetenschappelijke naam van de soort werd in 2002 gepubliceerd door Vlastislav.